# Arabsat 1B
O Arabsat 1B foi um satélite de comunicação geoestacionário construído pelas empresas Aérospatiale e MBB. Ele está localizado na posição orbital de 26 graus de longitude leste e era operado pela Arabsat. O satélite foi baseado na plataforma Spacebus-1000 e sua expectativa de vida útil era de 7 anos. O mesmo saiu de serviço após ficara fora de controle no início de 1993.

## História
Os três satélites Arabsat 1 foram baseadas na plataforma da Aérospatiale e MBB, a Spacebus-1000. Variando em cerca de 600 kg a quase 800 kg no início da vida útil na órbita geoestacionária, o satélite media 1,5 m por 1,6 m por 2,3 m, com uma extensão de painel solar de cerca de 21 m com 1,4 kW de potência elétrica. A carga útil de comunicação primária consistia em dois transponders de banda S e 25 transponders de banda C.
O Arabsat 1B foi lançado pelo ônibus espacial estadunidense e foi operado perto de 26 graus de longitude leste, a partir de junho de 1985 até o verão de 1992, quando ele, assim como o Arabsat 1A, também, não continuou as operações de manutenção na estação.
Em outubro de 1992, o satélite começou a deriva e foi completamente perdido no início de 1993.

## Lançamento

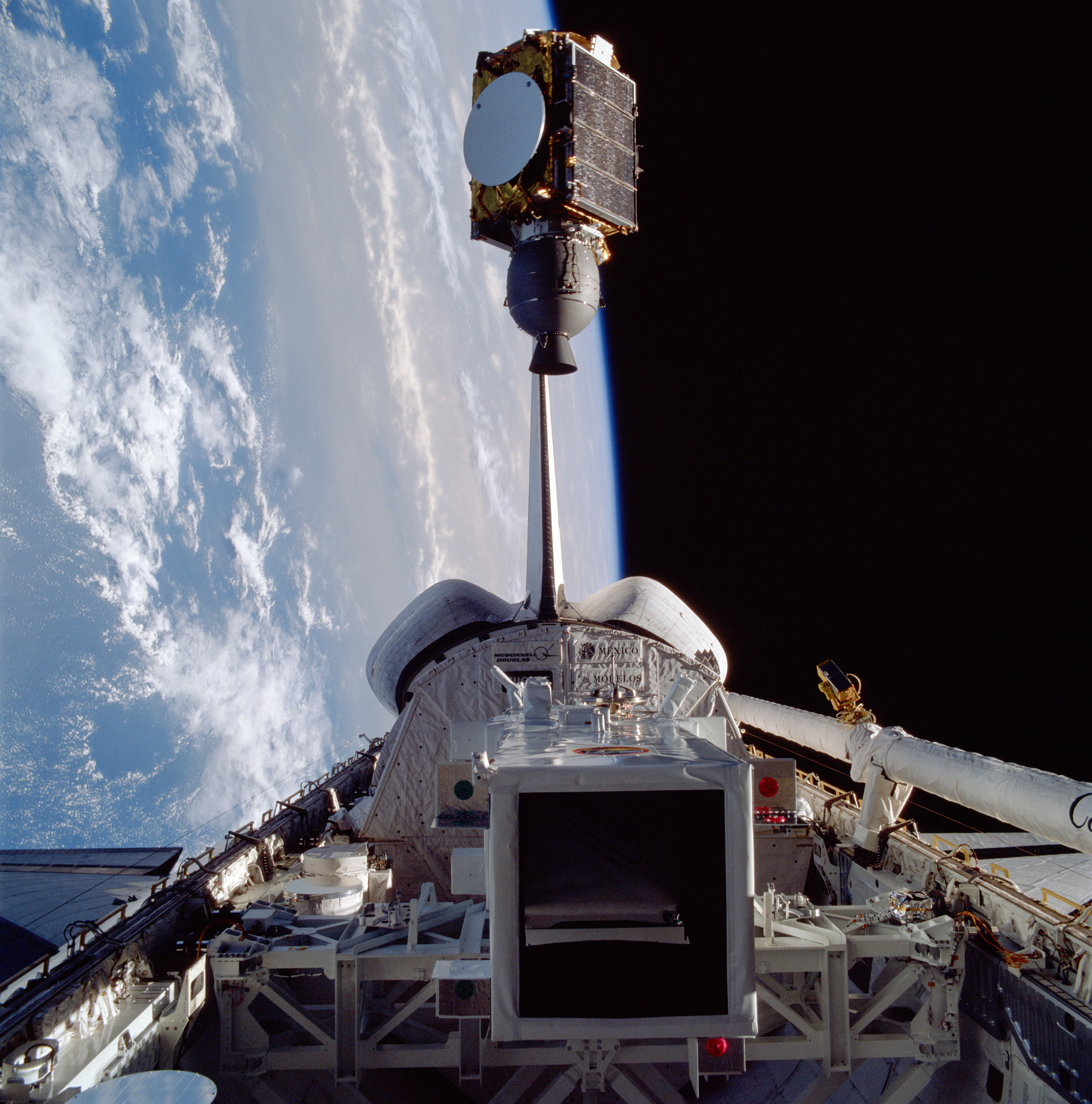
O satélite Arabsat 1B sendo implantado durante a STS-51-G a partir do compartimento de carga do ônibus espacial Discovery.

O satélite foi lançado com sucesso ao espaço no dia 17 de junho de 1985, às 11:33:00 UTC, abordo do ônibus espacial Discovery da NASA durante a missão STS-51-G, a partir do Centro Espacial Kennedy, na Flórida, EUA, juntamente com os satélites Morelos I, Telstar 303 e Spartan 101-F1. Ele tinha uma massa de lançamento de 1.270 kg.

## Capacidade e cobertura
O Arabsat 1B é equipado com 25 transponders em banda C e dois em banda S para prestar serviços de telecomunicação ao Oriente Médio.